# Lecco Trasporti
La Lecco Trasporti s.c.a.r.l.  (LT Trasporti) è la società consortile che svolge il servizio di trasporto pubblico locale della provincia di Lecco.

## Storia
La società nasce nel 2005, con l'entrata in vigore, il 7 luglio dello stesso anno, del nuovo Piano dei Trasporti, dalla collaborazione delle 4 principali aziende del territorio: LineeLecco, SAL Lecco (attuale Arriva Italia), STP Linea di Como (attuale ASF Autolinee - gruppo Arriva) e Zani Viaggi Bergamo (attuale AddaBus - gruppo Autoguidovie). Il servizio TPL della provincia si sviluppa, per quanto riguarda l'area extraurbana, nella zona dell'alto Lario, della Valsassina e Valvarrone, nella zona del Meratese e della Brianza lecchese; per quanto riguarda l'area urbana, invece, il servizio si sviluppo prevalentemente nel territorio comunale di Lecco e dei comuni della relativa periferia, e in quello di Calolziocorte e della Val San Martino. Le aziende del consorzio per svolgere tale servizio, affidano corse di alcune linee ad altre piccole aziende storiche della provincia. Dal 9 giugno 2025, seguendo le normative dell'Agenzia per il TPL del bacino di Como, Lecco, Varese, è stato effettuato un cambiamento della numerazione di tutte le linee extraurbane in modo da adattarle il sistema di informazione viaggiatori agli standard regionali. 

## Linee gestite
Di seguito un elenco di tutte le linee urbane, suburbane ed extraurbane della provincia di Lecco. 
| Codice | Descrizione del percorso                          | Esercente     |
| ------ | ------------------------------------------------- | ------------- |
| 1      | Vercurago - Lecco,Laorca                          | LineeLecco    |
| 2      | Circolare destra di Lecco                         | LineeLecco    |
| 3      | Circolare sinistra di Lecco                       | LineeLecco    |
| 4      | Lecco,Cereda - Malgrate                           | LineeLecco    |
| 5      | Lecco,funivia - Lecco,Villa Brik                  | LineeLecco    |
| 6      | Lecco, Belledo - Lecco, Rivabella                 | LineeLecco    |
| 7      | Calolziocorte - Lecco,Laorca - Ballabio,Resinelli | LineeLecco    |
| 8      | Lecco,Rancio - Lecco,Germanedo                    | LineeLecco    |
| 9a/9b  | Lecco - Valmadrera - Lecco                        | LineeLecco    |
| D110   | Lecco - Oliveto Lario - Bellagio                  | LineeLecco    |
| D111   | Suello - Civate                                   | LineeLecco    |
| D120   | Lecco - Mandello del Lario                        | Arriva Italia |
| D121   | Bellano - Varenna - Esino Lario                   | Arriva Italia |
| D122   | Linea urbana di Colico                            | Arriva Italia |
| D123   | Taceno - Colico (istituti)                        | Arriva Italia |
| D125   | Bellano - Tremenico - Avano                       | Arriva Italia |
| D126   | Bellano - Mornico                                 | Arriva Italia |
| D127   | Bellano - Taceno - Premana                        | Arriva Italia |
| D135   | Lecco - Barzio - Taceno                           | Arriva Italia |
| D136   | Maggio - Moggio - Barzio (funivie)                | LineeLecco    |
| D137   | Altopiano - Cassina Valsassina                    | Arriva Italia |
| D140   | Vercurago - Calolziocorte - Cisano Bg.            | Arriva Italia |
| D141   | Calolziocorte - Erve                              | LineeLecco    |
| D142   | Calolziocorte - Carenno                           | LineeLecco    |
| D143   | Calolziocorte - Monte Marenzo - Torre de Busi     | LineeLecco    |
| D144   | Calolziocorte - Erve - Carenno - Calolziocorte    | LineeLecco    |
| D148   | Airuno - Besana Brianza                           | Arriva Italia |
| D150   | Lecco - Valgreghentino - Brivio - Merate          | Arriva Italia |
| D155   | Lecco - Galbiate - Annone Brianza                 | Arriva Italia |
| D160   | Lecco - Oggiono - Barzanò - Seregno               | Arriva Italia |
| D161   | Costa Masnaga - Villa Raverio                     | Arriva Italia |
| D162   | Nibionno - Villa Raverio                          | LineeLecco    |
| D163   | Triuggio - Villa Raverio                          | LineeLecco    |
| D170   | Arlate - Merate - Cernusco - Vimercate            | Arriva Italia |
| D181   | Monticello - Carnate                              | AddaBus       |
| D182   | Missaglia - Vimercate                             | AddaBus       |
| D184   | Olgiate Molgora - Ravellino                       | Arriva Italia |
| D185   | Celana - Cisano Bg. - Olgiate Molgora             | Arriva Italia |
| C140   | Como - Erba - Civate - Lecco                      | ASF Autolinee |
| C146   | Como - Merate - Bergamo                           | ASF Autolinee |
| C147   | Como - Casatenovo - Merate                        | ASF Autolinee |

## Voci Correlate
- Trasporti in Lombardia